# Schererville
Schererville – miasto w Stanach Zjednoczonych, w stanie Indiana, w hrabstwie Lake.